# 植物生理学与生物化学国家重点实验室
植物生理学与生物化学国家重点实验室是一个国家重点实验室，隶属于中国农业大学和浙江大学。它是于2002年在原“农业部植物生理生化开放实验室”的基础上组建的。娄成后院士、阎隆飞院士等人曾在此实验室工作。
主要研究工作围绕植物科学领域，以及中国实现资源节约型农业可持续发展中的重大科学问题。